# Науяместис (местечко)
Науя́местис (лит. Naujamiestis) — местечко в Паневежском районе Паневежского уезда Литвы. Центр Науяместского староства.

## История
Науяместис известен со второй половины XVI века. С 1919 по 1950 годы входил в Паневежский уезд, а потом был отнесён к Паневежскому району Шяуляйской области. В 1953 году Шяуляйская область была упразднена и Паневежский район перешёл в прямое подчинение Литовской ССР. В 1958 году Науяместис получил статус посёлка городского типа. В 1991 году Науяместис был лишён статуса посёлка городского типа и стал местечком.

## Население
| 1959 | 1970 | 1979 | 1989 | 2001 | 2011 |
| ---- | ---- | ---- | ---- | ---- | ---- |
| 754  | 763  | 836  | 859  | 832  | 725  |